# Lliri blau
|  | Per a altres significats, vegeu «Iris lutescens». |

El lliri blau, lliri morat, grejol, garitjol blau o gínjol blau (Iris × germanica), és un híbrid de planta amb flors del gènere Iris dins la família de les iridàcies.
Aquest híbrid és natiu dels Balcans però avui dia es troba present a gairebé tot Europa, l'est d'Àsia, el nord d'Àfrica alguns estats dels Estats Units d'Amèrica i a l'Argentina.
A Catalunya és freqüentment cultivada i naturalitzada, en indrets més o menys àrids al voltant dels pobles. Probablement no hi hagi cap població autòctona d’aquest tàxon.
Als Països Catalans han estat citades altres quatre espècies autòctones de lliris blaus:
Iris latifolia (un endemisme dels Pirineus i la Serralada Cantàbrica) és freqüent a tota la serralada pirinenca.
Iris xiphium (propi del Sud-oest d’Europa i Nord d’Àfrica) ha estat citat al delta de l’Ebre, la Ribera Baixa i la Safor.
Iris spuria es pot trobar a les terres de l’Ebre, la Ribera Baixa i la Marina Septentrional.
Iris lutescens, el lliri menut, és un endemisme de la Mediterrània occidental que viu en diversos indrets més o menys àrids de Catalunya i el País Valencià.
El nom d'Iris li ve en honor de la deessa grega del valor. Els tres pètals interiors representaven la fe, la saviesa i el valor.

## Morfologia

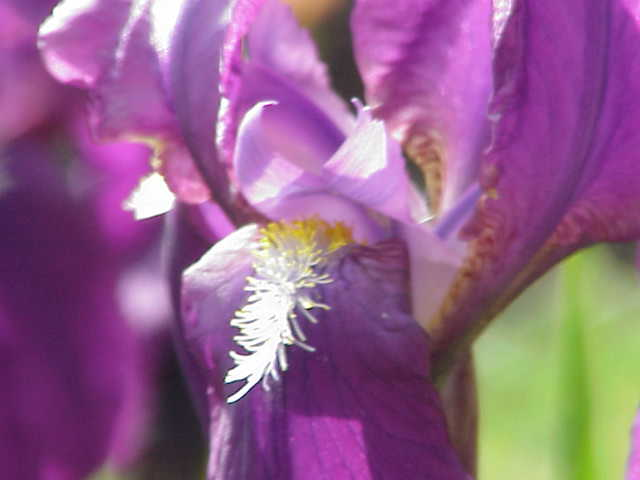
Detall dels estams

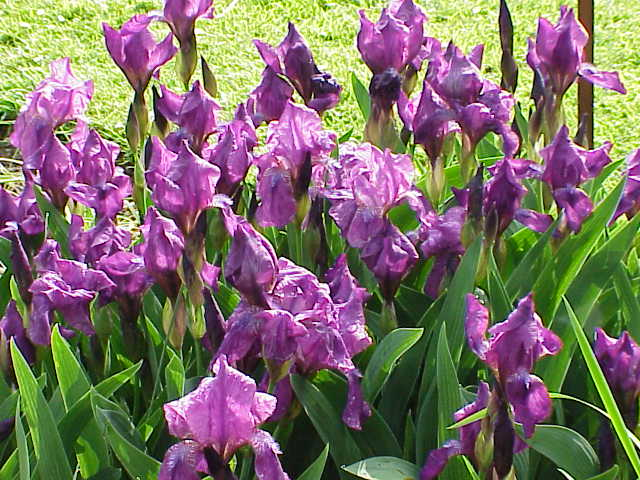
Conjunt de lliris blaus

És una planta herbàcia vivaç que mesura entre 30 i 110 cm d'alçada. La rel és horitzontal, grossa (fins a 6 cm de diàmetre), subcilíndrica, ramificada i es torna plana a la punta. Es tracta d'un rizoma. Les tiges són epigees, les quals creixen de forma vertical i robusta (erectes o ascendents), tot i que en un principi es desenvolupen de forma subterrània.
Té entre 3 i 10 fulles basals disposades en dues carreres encarades i que s'embeinen unes amb les altres per les bases. La part laminar s'aixeca verticalment. Es tracta de fulles simples i de forma lanceolada o d'espasa. La forma de l'àpex és acuminat i la de la base atenuada. Pel que fa a la divisió del marge es tracta d'una fulla entera que s'insereix a la tija de forma decurrent. Tenen una nervació paral·lela. Es disposen en conjunt de forma esparsa. Fent referència a la textura són fulles gruixudes i labres. Mesuren entre 20 cm i un metre de longitud (sense superar mai la inflorescència) i entre 2 i 5.5 cm d'amplada.
Són plantes bisexuals amb una inflorescència cimosa o tancada disposada en forma de raïm. Les flors són hermafrodites, oloroses, regulars i se'n troben entre 2 i 6 per planta. Tenen tres sèpals estesos i corbats de forma ovalada i de 8-12 cm de llarg per 6 cm d'ample. També tenen tres pètals que s'estenen erectes i es dobleguen sobre la part fèrtil de la flor. És a dir que els segments del periant es disposen en dues sèries; els externs són de color púrpura amb venes basals, blanques-grogues i marrons-púrpures, i barbes grogues, i els interns són d'un color púrpura pàl·lid. L'androceu està format per 3 estams, en aquest cas, monadelfs ja que tots estan soldats pels filaments. Com que es troben enfront dels pètals s'anomenen opositipètals. Fent referència a la forma del tàlem o receptacle floral i la posició relativa de l'ovari respecte als altres verticils florals les flors són epígines, ja que els pètals, sèpals i estams estan inserits per sobre el gineceu. El fruit és una càpsula ovoide que conté l'ovari ínfer fecundat.

## Ecologia
La seva forma vital de Raunkjaer és hemicriptòfit. Viu en llocs rocosos, en la calçada, en prats secs i murs o bé es cultiva en jardins. Al Principat se'l pot trobar conreat i subespontani en indrets ben diversos pel que el podem trobar en la majoria de llocs.

## Usos
Tot i les nombroses virtuts que els antics donaven al rizoma d'Iris x germanica, encara més accentuades pels farmacològics medievals, en l'actualitat s'ha anat prescindint del seu ús fins a quedar- se reduït a la perfumeria i a la licoreria. Antigament s'emprava per proporcionar benestar a les genives inflamades dels nens durant la sortida de les dents. També s'utilitza, per exemple per la confecció de pols per a cosmètics i dentífrics.
Es cultiva a ple sol. Admet qualsevol tipus de terreny però s'adapta millor a llocs rocosos. Per aquesta raó, es plantava a la coberta de les barraques i cabanes de pedra en sec, per protegir-les de l'erosió. Lliga la terra amb el seu sistema radicular i esmorteeix la força de la pluja amb les fulles i rizomes; a més, accelera l'expulsió de l'aigua per evapotranspiració. La seva floració confereix a aquestes construccions una personalitat única.
Després de la floració es retiren els talls secs. A final d'hivern es renten les fulles seques i residus que hi hagi entre els rizomes. Després de l'adaptació no necessita pràcticament ser regada, excepte en casos de sequera que els regs han de ser profunds i espaiats.

### Composició química
- Àcids:
  - Àcid isoftàlic (0.002%)
  - Àcid salicílic
  - Àcid làuric
  - Àcid esteàric
  - Àcid palmític
  - L-triacontanol

- Oli volàtil (0.025%): el seu principal component és el furfural

- Altres:
  - Iridina o Irisina (substància resinosa)
  - beta-sitosterol
  - Iriversical
  - Tanins
  - Triterpens
  - Goma
  - Midó
  - Alcaloide (no identificat)

### Usos medicinals
Aquesta planta té una gran eficàcia contra l'asma, la bronquitis, la tos, el vòmit i les nàusees. És un diürètic d'efecte segur i el suc de la rel s'utilitza com a purgant. És molt usat en homeopatia per tractar els mals de cap.

### Toxicitat
Precaució: mai s'ha de superar la dosi recomanada. En estat fresc pot provocar gastroenteritis i vòmits, i rarament pot comportar dermatitis per contacte o neuràlgies facials. El furfural és irritant i pot actuar sobre les mucoses comportant mal de cap, plor dels ulls, injecció conjuntival i irritació de la gola. El compost iridina és hepatotòxic en humans.